# Mogi Mirim EC
Mogi Mirim Esporte Clube – brazylijski klub piłkarski z siedzibą w mieście Mogi Mirim leżącym w stanie São Paulo. Obecnie występuje w Campeonato Paulista - Segunda Divisão (4. poziom rozgrywek ligowych stanu São Paulo). W rozgrywkach ogólnokrajowych klub grał najwyżej na poziomie Série B (2. poziom rozgrywek ligowych w Brazylii).

## Osiągnięcia
- Wicemistrz trzeciej ligi brazylijskiej (Campeonato Brasileiro Série C): 2001
- Mistrz drugiej ligi stanowej (Campeonato Paulista Série A2): 1985, 1995

## Historia
Mogi Mirim Esporte Clube jest najstarszym klubem w mieście. Klub założony został w 1932 roku i od razu przystąpił do rozgrywek organizowanych przez federację stanową Federação Paulista de Futebol. Na zawodowstwo klub przeszedł w latach 50. W latach 80., po objęciu posady prezesa klubu przez Wilsona de Barrosa, Mogi Mirim awansował do pierwszej ligi Campeonato Paulista. W 1994 roku klub spadł do drugiej ligi stanowej, ale tylko na rok, gdyż w 1995 roku klub powrócił do pierwszej ligi. Obecnie klub gra w czwartej lidze stanowej Campeonato Paulista - Segunda Divisão. Prezesem oraz właścicielem klubu jest wielokrotny reprezentant Brazylii w piłce nożnej Rivaldo.

### Piłkarze w historii klubu
- Mariusz Piekarski
- Fabio
- Ailton
- Wallace Perez Benevente